# 홍가시나무
홍가시나무(Photinia glabra)는 일본이 원산지로 동아시아 온대에서 자라는 상록소교목이다.

## 특징
홍가시나무의 잎은 어긋나고 긴 타원형에서 도피침형이며 가장자리에 잔톱니가 있다. 턱잎은 일찍 떨어지며 꽃은 5-6월에 피고 백색이며 원추꽃차례로 달린다. 꽃받침조각과 꽃잎은 5개씩이고 수술은 20개, 씨방은 중위(中位)이며 암술대는 2개이다. 열매는 타원상 구형이고 붉게 익으며 끝에 꽃받침이 달려 있다. 잎이 새로 자랄 때와 단풍이 들 때 붉은빛을 띠므로 홍가시나무라고 하며 관상용으로 많이 심는다.

## 갤러리

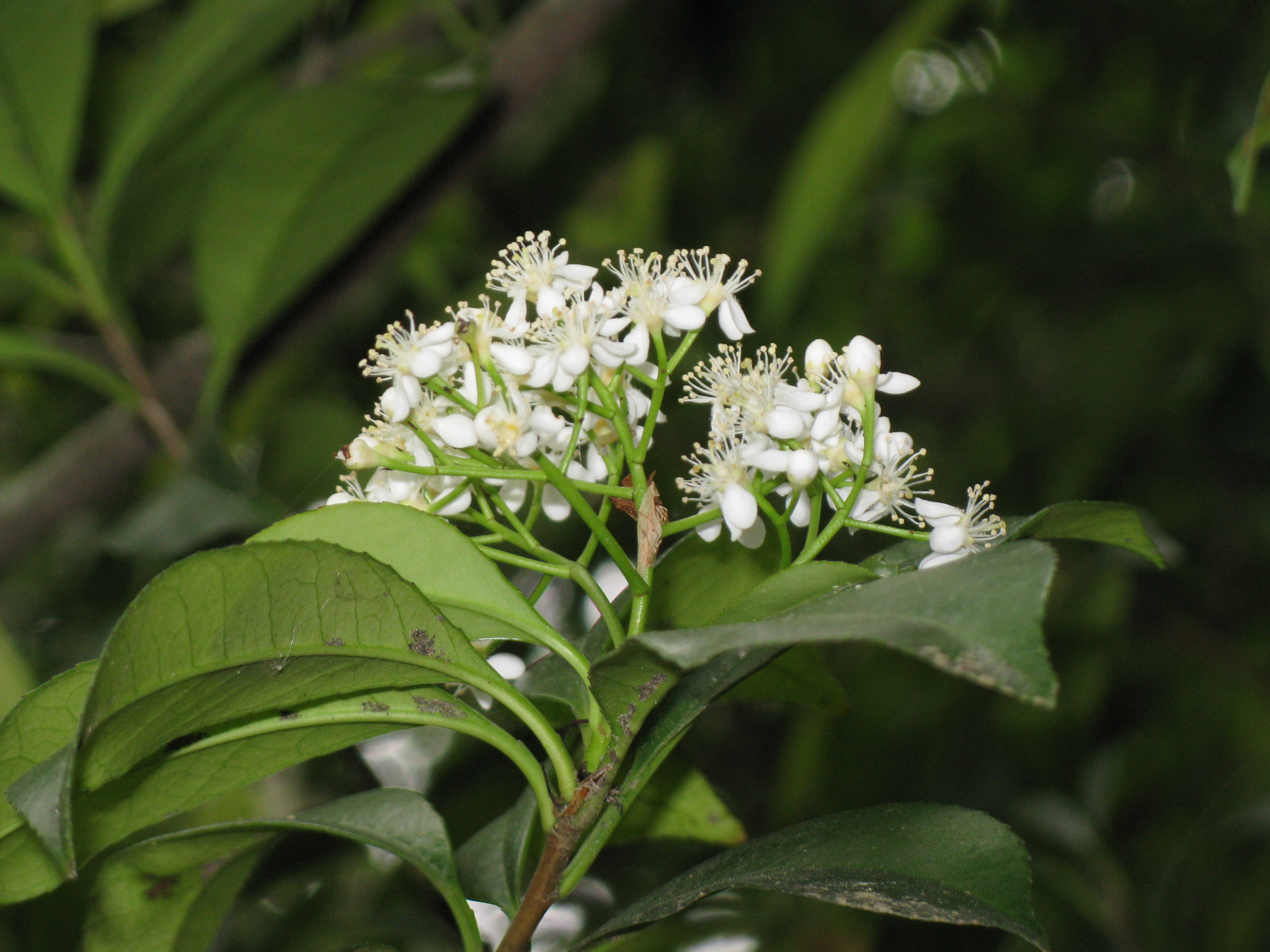
홍가시나무의 꽃
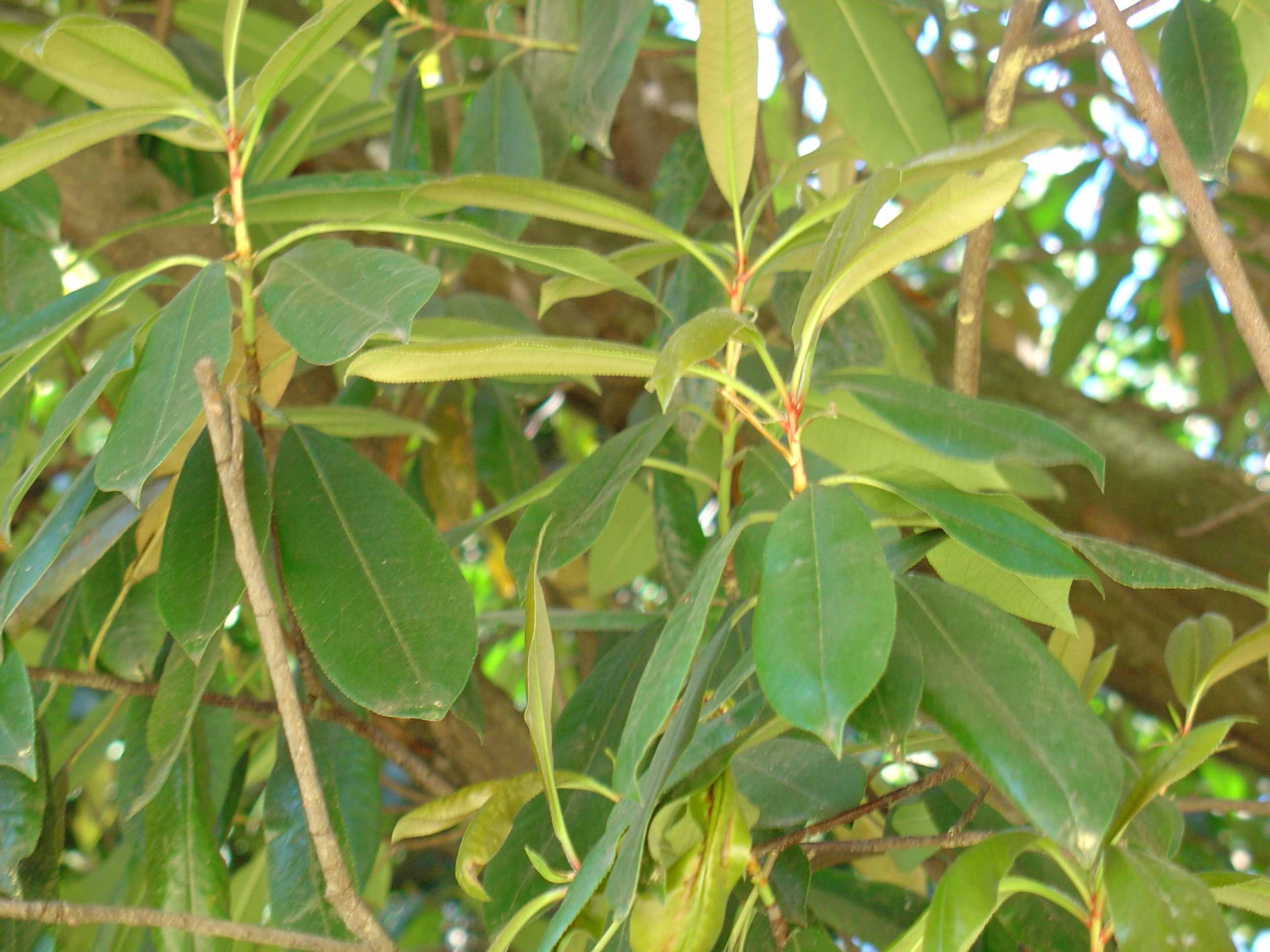
홍가시나무의 잎
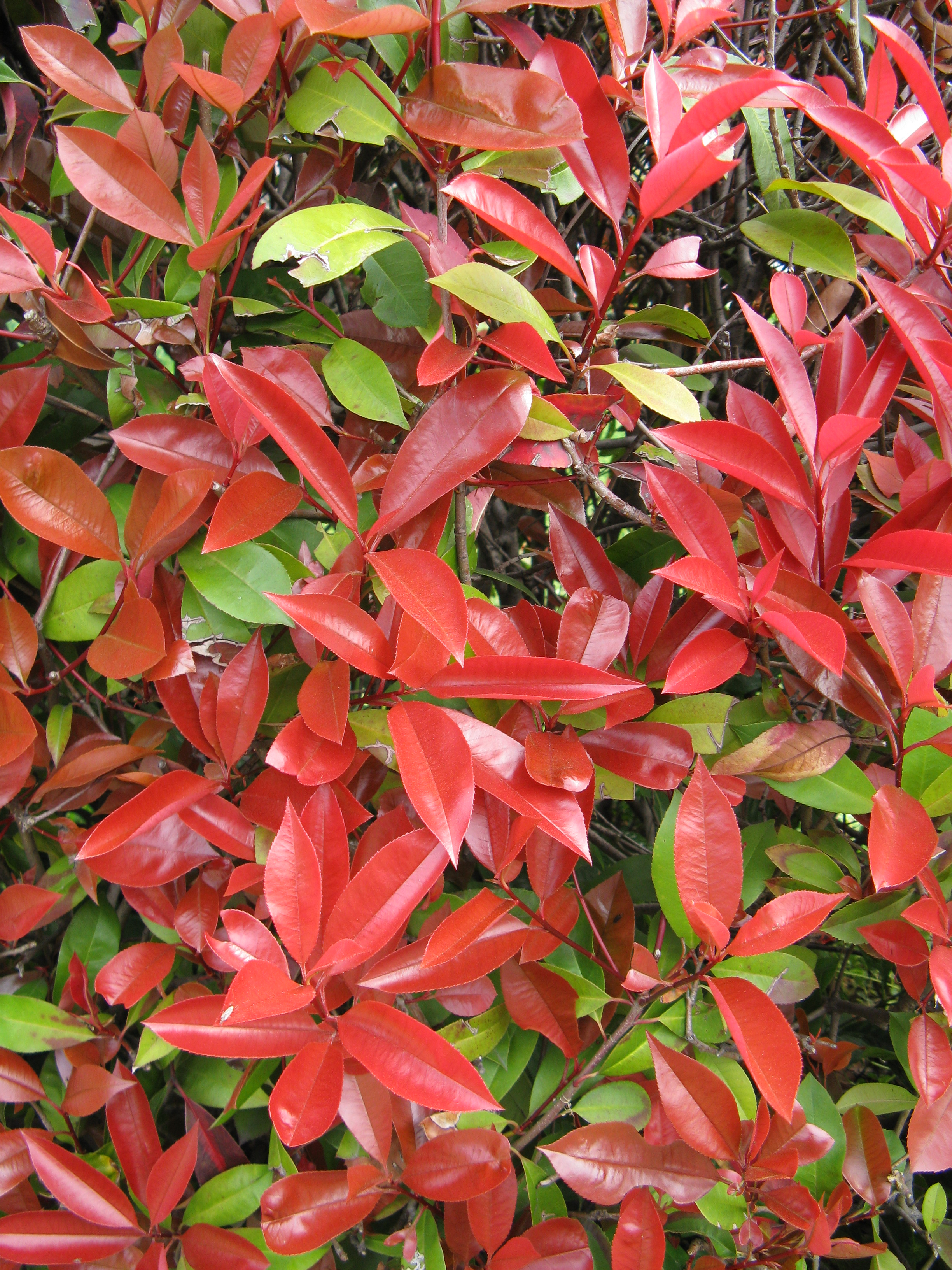
홍가시나무의 잎
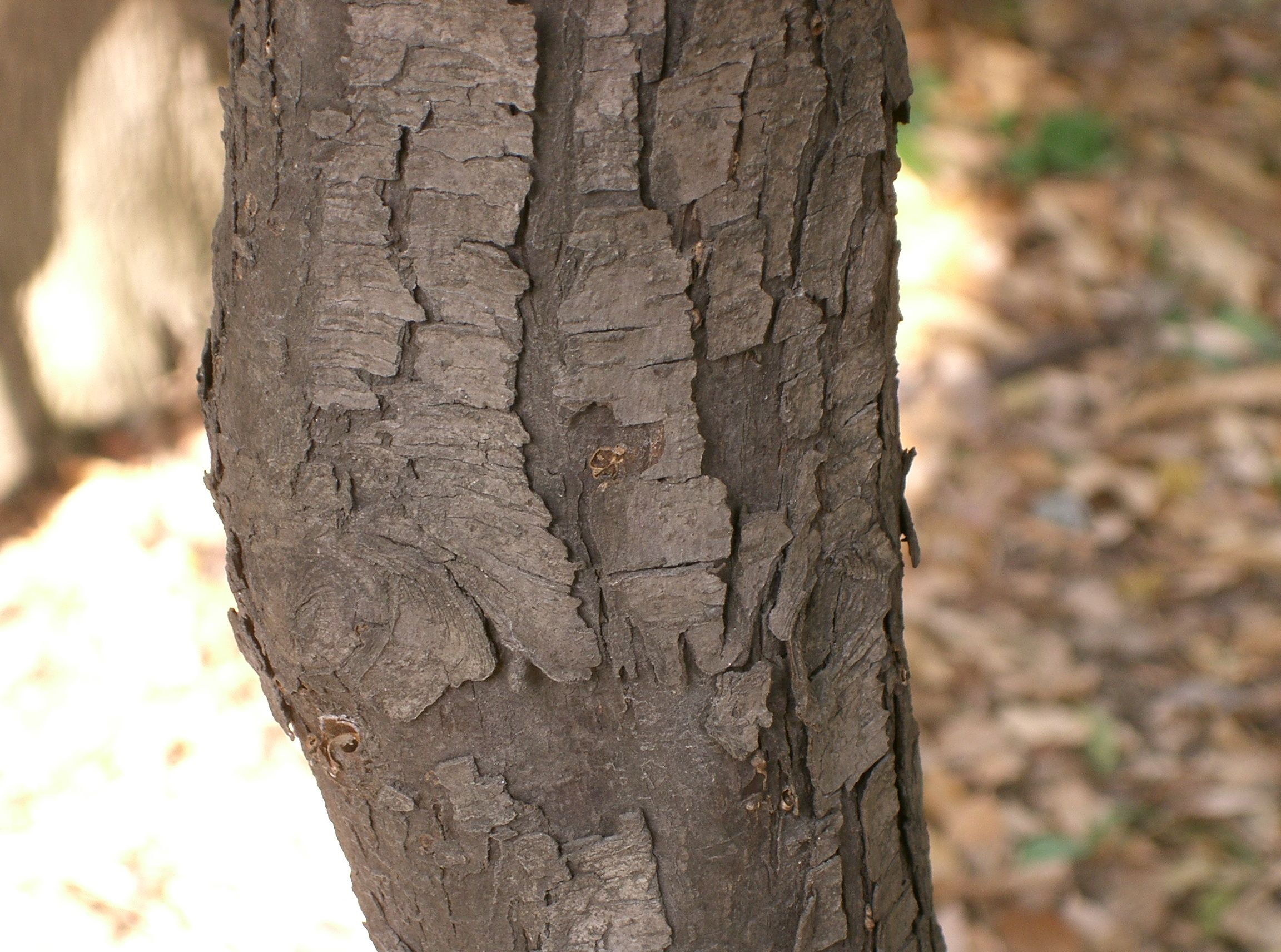
홍가시나무의 줄기

## 유사종
홍가시나무의 잎 모양은 상록성인 참나무과의 가시나무와 비슷하다. 그러나 붉은 잎이 날때 붉은색을 띠므로 홍가시나무라 불린다.